# 애기병꽃아과
애기병꽃아과(--甁-亞科, 학명: Diervilloideae 디에르빌로이데아이[*])는 인동과의 아과이다. 2개 속에 16종을 포함하고 있다. 과거에는 애기병꽃과(Diervillaceae)로 분류하기도 했다. 동아시아(댕강나무속)와 미국 남동부(애기병꽃속)에 주로 분포하고 있다.

## 하위 분류
- 댕강나무속(Weigela Thunb.)
- 애기병꽃속(Diervilla Tourn. ex Mill.)